# グローバルリスク報告書
グローバルリスク報告書（グローバルリスクほうこくしょ）は、世界経済フォーラムによって、スイスのダボスで毎年開かれるその会議の事前に出版される研究（書）である。Global Risk Networkの仕事に基づき、その報告は毎年の起こっている地球的規模のリスクの視野において書き換えられる。報告書は、諸リスクのその相互関連性を述べ、そしてグローバルリスクの緩和についての戦略はどう構築すべきかを考察することにも及ぶ。
報告書の出典は主だった幾つかの保険会社及び再保険会社（英:  reinsurance companies）による評価を含み、そしてグローバルリスクの緩和についての複数のステークホルダーアプローチ（英語:  stakeholder approach）のために必要な、提出を予定された意識の聞き取りを行う、作業部会に焦点が絞られる。

## 毎年の報告書

### 2024年
グローバルリスク報告書2024年版では、短期的には誤情報（英: misinformation）と偽情報（英: disinformation）の操作による社会的および政治的な分断の拡大が最大リスクとされる一方、今後10年を視野に入れた長期的な視点からは、地球温暖化とこれに起因する地球システムへの危機的影響（気候危機）が最大リスクとして挙げられている。長期的なリスクのランキング上位10位のうち4位までに、(1) 異常気象、(2) 地球システムの危機的変化（気候転換点）、(3) 生物多様性の喪失と生態系の崩壊、(4) 天然資源不足が並び、地球環境に関するものが占めている。

### 2020年
グローバルリスク報告書2020年版は、前のどのものよりも環境的圧力を強調する。報告書はありそうな最上位の5つの、そしてその5つのうちの（報告書どおり「社会的リスク」とはせずに、もし「水危機（英:  water cricis）」を環境リスクと数えるならば）環境からの打撃の4つを確認する。ありそうで打撃的な最上位の5つの中の唯一の非-環境的リスクは、「大量破壊兵器」だった。感染症の汎流行は2020年では最上位とは受け止められていない、しかし2021年のものではその1つに挙げられた。感染症の汎流行は、その新型コロナウイルス感染症の動物由来の（英:  zoogenic）性質から環境的リスクとしても位置づけられるかもしれない。